# سيويل

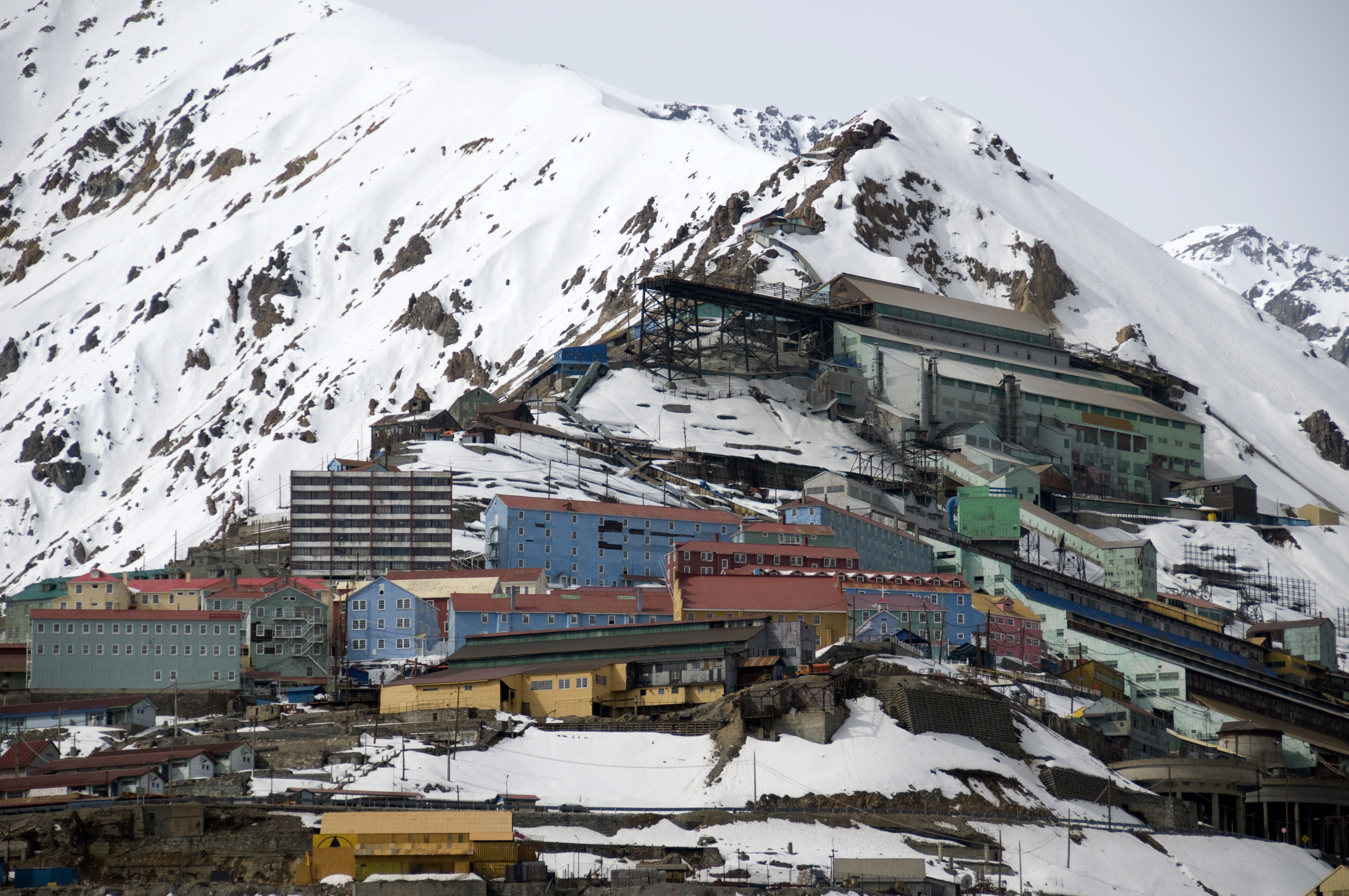
سيويل ، تشيلي

سيويل Sewell هي مدينة تعدين تشيلية غير مأهولة تقع على سفوح جبال الأنديز في بلدية ماتشالي في مقاطعة كاشابوال بمقاطعة ليبرتادور العامة برناردو أوهيجينز، على ارتفاع يتراوح بين 2000 و2,250 متر.

## التاريخ
تأسست المدينة في عام 1906 من قبل شركة Braden Copper Company لاستخراج النحاس من منجم إل تينيينتي. سميت باسم أول رئيس للشركة، بارتون سيويل.
خلال فترة الكساد الكبير، أصبحت شركة Braden Copper Company تابعة لشركة Kennecott Copper Company. في عام 1917، تم نقل المسبك أو المصهر من سيويل إلى كاليتونيس، والتي سرعان ما طورت مدينة حولها.
يعيشن العمال -من الذكور- في سكن مشترك يسمى colectivos. تم إضافة السكن العائلي في وقت لاحق. كذلك تمت إضافة الملاعب والساحات والمحلات التجارية ومسرح وسينما في وقت لاحق. يمكن للمشاة السير صعودا وهبوطا عبر الدرج العمودي. كانت هناك شوارع أفقية غير معبدة، ولا توجد بها سيارات. على الجانب الغربي الذي يواجه سيرو نيغرو، تم تطوير معسكر للأجانب.
يتم نقل الخام أسفل الجبل إلى جرانيروس حيث يجري تحميله على عربات السكك الحديدية. بدأ خط السكك الحديدية الضيق الذي يربط سيويل ببلدة رانكاغوا القريبة في عام 1906 واكتمل في عام 1911. وكان إجمالي المسافة المقطوعة 45 ميلا مع تغيير في الارتفاع يبلغ 5000 قدم. :144–145
بحلول عام 1915 كان في مدينة سيويل مستشفى وقسم إطفاء ونادي اجتماعي. :126 صُنعت المباني والمنازل من الأخشاب ورُسمت بألوان زاهية مثل الأصفر والأحمر والأزرق. في ذروتها في عام 1960، كان بها أكثر من 16000 نسمة. بحلول عام 1918 كانت المدينة تضم أكثر من 12000 شخص. :146
تُعرف سيويل باسم «مدينة السلالم». حيث بُنيت المدينة على تضاريس شديدة الانحدار لا تصلح للمركبات ذات العجلات، ويوجد بها الدرج المركزي الكبير الذي ينطلق من محطة السكة الحديد المسماة Escalara Central. كان لا بد من جلب جميع الإمدادات إلى المدينة عبر السكك الحديدية الضيقة. احتوى Pueblo Hundido على أماكن المعيشة بينما كان El Establecimiento يحتوي على مصنع الطاقة الكهرومائية وترام. :127,146
في 8 أغسطس 1944، توفي 102 شخصًا في انهيار جليدي عندما سقطت المنحدرات فوق البلدة، :128 وفي يونيو 1945، توفي 355 عاملاً بسبب استنشاق الدخان في حريق. أدى هذا إلى تطوير المزيد من لوائح السلامة. :128 وتُعد الزلازل والانهيارات الثلجية والانفجارات من بين التهديدات الإضافية المستمرة للمدينة.

### الانحدار
في عام 1967، تخلت شركة Kennecott Copper Company عن استحواذها على الموقع من خلال قيام الحكومة التشيلية بشراء 51٪ من أسهم الشركة. في ذلك الوقت، تم نقل معظم الناس إلى رانكاغوا وتم بناء الطريق السريع لأغراض التنقل.
في عام 1971 تم تأميم المنجم من قبل حكومة أليندي، وفي عام 1977، بدأت شركة كودلكو المملوكة للدولة. تشيلي) في نقل العائلات من سيويل إلى الوادي، وبدأ هدم المباني بعد أكثر من سبعة عقود من الحياة النشطة، بعد ان كانت أكبر منجم تحت الأرض في العالم.

### الحفظ
تم إيقاف الهدم أخيرًا في نهاية الثمانينيات، وفي عام 1998 أعلنت الحكومة التشيلية أن سويل تُمثل نُصبًا تذكاريًا وطنيًا. صنفتها اليونسكو كموقع للتراث العالمي في عام 2006.
خلال الثمانينات، أعيد تشكيل المباني المتبقية. هناك 50 مبنى تم ترميمه ويوجد متحف للتاريخ في أحد المباني.
تستخدم شركة كوديلكو عدة مبان للمكاتب، ولكن تبقى فقط المرافق الأساسية اللازمة للتعدين. لا يمكن الوصول إلى المنطقة باستخدام المركبات الخاصة، ولا يُسمح إلا لمنظمي الرحلات السياحية في سانتياغو ورانكاغوا بزيارة الموقع.
في عام 1999، أعلنت كلية المهندسين المعماريين في تشيلي أن سيويل هي واحدة من أهم 10 أعمال حضرية في تشيلي. كانت هناك 9 كتب مكتوبة عن الحياة في سيويل.

## روابط خارجية
- ثلج في سيويل، تشيلي
- ذكريات الحياة في سيويل ، تشيلي
- الإستعراضات من سيويل
- الصور التاريخية لسيويل - El Teniente
- سيويل، المعروف أيضًا باسم El Teniente ، تشيلي
- الموقع الرسمي نسخة محفوظة 1 فبراير 2013 على موقع واي باك مشين.